# Pimpinella dahurica
Pimpinella dahurica är en flockblommig växtart som beskrevs av Porphir Kiril Nicolai Stepanowitsch Turczaninow och Wilibald Swibert Joseph Gottlieb von Besser. Pimpinella dahurica ingår i släktet bockrötter, och familjen flockblommiga växter. Inga underarter finns listade i Catalogue of Life.